# Don't Call Me White
Don't Call Me White è un singolo 7" pubblicato dalla punk rock band NOFX nel 1992, successivamente inserito nell'album Punk in Drublic. Sono state vendute 1500 copie del disco.

## Tracce
1. Don't Call Me White
2. Punk Guy

## Cover
- Il gruppo spagnolo Avalots ha eseguito una cover di questo brano in catalano intitolandola "No em digueu blanc".
- I Rancid hanno inserito una cover del brano nell'album BYO Split Series, Vol. 3

## Formazione
- Fat Mike - basso e voce
- El Hefe - chitarra e voce
- Eric Melvin - chitarra
- Erik Sandin - batteria